# Каськів Владислав Володимирович
Владисла́в Володи́мирович Ка́ськів (1 грудня 1973 , Мельниця-Подільська, Тернопільська область ) — український політик, учасник Помаранчевої революції. Випускник Київського педагогічного університету ім. Драгоманова (2006), Академії державного управління (2007—2010). Народний депутат України 6-го скликання (2007—2012), член фракції Блоку «Наша Україна — Народна самооборона» (НУНС).
У 2020 обрався до Закарпатської обласної ради від ОПЗЖ

### Освіта
У 1990—1991 роках навчався в Малому університеті Державного університету ім. Федьковича (Чернівці). 1991 року вступив на історичний факультет Університету ім. Федьковича. З 2004 року продовжив навчання на історичному факультеті Педагогічного університету ім. Драгоманова, а 2006 року отримав диплом спеціаліста.
2007—2010 р.р. навчався на факультеті вищих керівних кадрів за спеціальністю «Управління суспільним розвитком» Національної академії державного управління при Президентові України. У лютому 2010 року захистив магістерську роботу на тему «Принципи та етапи реформування у сфері державного управління» та отримав диплом магістра управління суспільним розвитком.

### Діяльність
- 1990 рік — позаштатний кореспондент газети «Молодий Буковинець»
- 1992 — голова Буковинського студентського братства.
- 1994 рік — член Національного комітету молодіжних організацій.
- 1993—1994 р.р. — заступник директора голова Фонду розвитку Центрального союзу українського студентства.
- 1995 рік  — голова організаційного комітету Конгресу молодих реформаторів Центральної та Східної Європи.
- 1994—1997 р.р. — координатор програм Міжнародного фонду «Відродження».
- 1997 рік — організатор Школи молодих політиків.
- 1997—1999 р.р. — голова Центру розвитку комунікацій.
- 2000 рік — співзасновник та член правління асоціації «Україна — розвиток через Інтернет».
- 2000—2001 р.р. — позаштатний радник Міністра економіки України.
- 2001 рік — член контактної групи Світового банку. 1999—2004 р.р. — координатор коаліції громадських організацій України «Свобода вибору» (понад 256 організацій). З 20 квітня по грудень 2005 року — штатний Радник Президента України.
- З 2005 року — член Громадянської партії «ПОРА», голова політради.
- 2005—2009 р.р. член Наглядової Ради Міжнародного центру перспективних досліджень.
- 13 грудня 2005 року очолив політраду Громадянського блоку «ПОРА» — ПРП.
- З 27 грудня 2005 року по 9 жовтня 2006 року — позаштатний Радник Президента.
- Березень 2006 року кандидат у народні депутати України від Громадянського блоку «ПОРА-ПРП», № 3 в списку. На час виборів: голова Політради ГП «Пора».
- З квітня 2007 року — голова правління Громадської організації «Інститут політичного розвитку».
- З 23 листопада 2007 року народний депутат України VI скликання, фракція «Наша Україна - Народна самооборона», № 31 в списку.
- З 27 грудня 2007 року голова підкомітету Верховної Ради України з питань державного будівництва та місцевого самоврядування.
- 2008—2010 рік член колегії Міністерства культури і туризму України.
- З січня 2009 року член Комітету Верховної Ради України з питань промислової і регуляторної політики та підприємництва.
- 2009—2010 рік Радник Прем'єр-міністра України з питань іноземних інвестицій.
- З червня 2010 року голова підкомітету з питань інвестицій та розвитку Комітету Верховної Ради України з питань промислової і регуляторної політики та підприємництва.
- З липня 2010 року позаштатний Радник Міністра палива і енергетики України.
- З серпня 2010 року голова Робочої групи «Національні проекти» Комітету з економічних реформ при Президентові України. 27 вересня 2010 року увійшов до складу Комітету з економічних реформ. З 21 грудня 2010 року призначений керівником напрямку реформ «Впровадження національних проектів»
- З 23 грудня 2010 по 15 березня 2014 р.р. був головою Державного агентства з інвестицій та управління національними проектами України.
- 25 березня 2016 року Національна поліція України оголосила в розшук колишнього голову Державного агентства з інвестицій та управління національними проектами Владислава Каськіва[2][3].

1 листопада 2017 року генеральний прокурор України Юрій Луценко заявив, що Владислава Каськіва екстрадували з Панами в Україну.

## Скандали
18 серпня 2016 року був затриманий у Панамі. 21 серпня 2016 року Генеральна прокуратура України направила запит про екстрадицію в Україну із Панами Владислава Каськіва.
8 вересня заступник генерального прокурора України Євген Єнін повідомив, що Інтерпол офіційно підтвердив інформацію про затримання Каськіва. 9 вересня суд у Панамі застосував до Владислава Каськіва запобіжний захід у вигляді арешту на 40 діб. 3 жовтня 2016 року заступник генерального прокурора України Євген Єнін повідомив, що Владислав Каськів, затриманий у Панамі, вніс заставу у 600 тисяч доларів і був звільнений.
1 листопада 2017 року повернувся в Україну з Панами, написавши заяву про добровільну екстрадицію.
У той же день Печерський районний суд Києва відпустив Каськіва під заставу у розмірі 160 тис. гривень та зобов'язав здати всі закордонні паспорти.

## Праці
- «Антикорупційні стратегії для країн з перехідною економікою»,
- методологія «Регіональне антикорупційне опитування» (2001 р.).

## Нагороди
Золота медаль Уряду Словаччини за міжнародний внесок у розвиток демократії (02.2005 р.). Нагорода за досягнення від Фундації Глейтсмана (12.2004 р., США). Пам'ятний знак «Видатному учаснику помаранчевої революції».

## Сім'я
- Дружина (з 1996 р.): Олена Ганцяк.
  - Син: Максим (нар. 1996 р.)
- Коханка (2007—2008 р.р.): Даниленко Тетяна Володимирівна, журналістка.
  - Донька: Христина (нар. 2008 р.)[15]